# Een wereld zonder kwaad
Een wereld zonder kwaad is een stripalbum dat voor het eerst is uitgegeven in 1999 met Anne Sibran als schrijver, Emmanuel Lepage als tekenaar en inkleurder en Yves Amateis als grafisch ontwerper. Deze uitgave werd uitgegeven door Dupuis in de collectie vrije vlucht. Deze strip is nog eens heruitgegeven door Silvester in 2000 (84 pagina's)